# Craterocephalus amniculus
Craterocephalus amniculus é uma espécie de peixe da família Atherinidae.
É endémica da Austrália.